# Чистый (Челябинская область)
Чистый — посёлок в Красноармейском районе Челябинской области России. Входит в состав Лазурненского сельского поселения.

## География
Посёлок находится на северо-востоке Челябинской области, в лесостепной зоне, к западу озера Сугояк, на расстоянии 20 километров (по прямой) к северо-западу от села Миасского, административного центра района. Абсолютная высота 225 метров над уровнем моря.

## Население
| 2002 | 2010 |
| ---- | ---- |
| 38   | ↘22  |

Гендерный состав
По данным Всероссийской переписи населения 2010 года в гендерной структуре населения мужчины составляли 45,5 %, женщины — 54,5 %.
Национальный состав
Согласно результатам переписи 2002 года, в национальной структуре населения русские составляли 50 %; башкиры — 37 %.

## Улицы
Уличная сеть посёлка состоит из трёх улиц и одного переулка.